# Denise P. Barlow
Denise P. Barlow (31 de enero de 1950 - 21 de octubre de 2017) fue una genetista británica que trabajó en el campo de la epigenómica. Fue miembro electa de la Organización Europea de Biología Molecular (EMBO), profesora honoraria de genética en la Universidad de Viena y recibió el Premio Erwin Schrödinger (2014)  de la Academia de Ciencias de Austria. En 1991, descubrió el primer gen de impresión de mamíferos, IGF2R, que codifica el factor de crecimiento similar a la insulina.

## Biografía
Barlow nació en Yorkshire, Reino Unido, el 31 de enero de 1950. Cuando tenía 16 años, comenzó un curso de pre-enfermería de dos años en una escuela técnica. A la edad de 18 años, se formó y trabajó durante cuatro años como enfermera registrada en el estado (SRN) en Reino Unido. Durante este tiempo, decidió inscribirse en una universidad para aprender más sobre la fisiología humana y las enfermedades, pero tuvo que asistir antes a otra escuela técnica para tomar los niveles A.

## Carrera
A la edad de 25 años, comenzó a estudiar en la Universidad de Reading un curso de tres años de bachiller universitario en ciencias en Zoología con Fisiología y Bioquímica. Después de su graduación, tomó una posición de doctorado en la Universidad de Warwick, para estudiar la respuesta del interferón a las infecciones de virus en embriones de ratón. Obtuvo un doctorado en biología del desarrollo del ratón en 1981.
Fue invitada por Brigid Hogan de los Laboratorios del Fondo de Investigación del Cáncer Imperial en Londres para trabajar en su laboratorio en el aislamiento de genes expresados en las primeras etapas del desarrollo embrionario. Después de que Barlow conoció a Hans Lehrach en una reunión científica en Cold Spring Harbor, se unió a su equipo en el Laboratorio Europeo de Biología Molecular (EMBL) en Heidelberg, Alemania, para aislar genes de ratones mutados utilizando técnicas desarrolladas en ese laboratorio.
En 1988, se unió al recién fundado Instituto de Investigación de Patología Molecular (IMP) en Viena, donde trabajó como líder de grupo hasta 1996. Durante ese tiempo en 1991, descubrió el primer gen impreso en ratones, IGF2R.
Después de su estancia en el IMP, se trasladó a una posición de líder de grupo en el Netherlands Cancer Institute en Ámsterdam en 1996. A partir de entonces, continuó su trabajo en el Instituto de Biología Molecular de la Academia de Ciencias de Austria en Salzburgo.
En 2003, se unió al Centro de Investigación de Medicina Molecular de la Academia de Ciencias de Austria (CeMM) como miembro fundadora, donde continuó su investigación epigenética como investigadora principal hasta su jubilación en 2015. En 2014, recibió el Premio Erwin Schröder, valorado en 15.000 euros, por sus logros de toda la vida. Este premio es el más prestigioso de la Academia de Ciencias de Austria. El último trabajo publicado del anterior grupo de Barlow describió el primer aleloma completo, agregando a descubrimientos previos de Barlow y su laboratorio, como el primer gen impreso y el primer ARN no codificado impreso.

## Premios y honores
Fue nombrada miembro de la Organización Europea de Biología Molecular (EMBO) en 1995 y estuvo en el Comité de Ciencia y Sociedad de EMBO desde 1998. Allí fue nombrada presidenta de ese comité desde 2002. Abogó por mejores oportunidades para las científicas en posiciones de liderazgo en universidades e institutos de investigación.

## Publicaciones seleccionadas
- Una carrera en epigenética. Biología del ARN (2015) PubMed
- La superposición transcripcional de Airn, pero no sus productos de lncRNA, induce un silenciamiento Igf2r impreso. Ciencia (diciembre de 2012) PubMed
- Electroforesis en gel de campo pulsado. Genoma (febrero de 2011)
- Los orígenes de la impronta genómica en los mamíferos. Avances en Genética (2002) PubMed
- Competencia - ¿Un motivo común para el mecanismo de impresión?. La revista EMBO (1998) PubMed
- Impronta Gamética en Mamíferos. Ciencia (1996)
- El receptor IGF-2 de ratón está impreso y estrechamente vinculado al locus Tme. Nature (1991) PubMed
- Genética por electroforesis en gel: el impacto de la electroforesis en gel de campo pulsado en la genética de mamíferos. Tendencias en Genética (1987)
- Síntesis de interferón en el embrión de ratón temprano después de la implantación . Diferenciación (1984) PubMed